# Opisthacantha bengalensis
Opisthacantha bengalensis är en stekelart som beskrevs av Sharma 1978. Opisthacantha bengalensis ingår i släktet Opisthacantha och familjen Scelionidae. Inga underarter finns listade i Catalogue of Life.